# Арена (комплекс активного захисту)
«Арена» — комплекс активного захисту (КАЗ) танка. Призначений для захисту танків від протитанкових кумулятивних зарядів (ПТКР і снарядів).
Розроблено в СРСР в 1980-х рр. Головний розробник Коломенське конструкторське бюро машинобудування. Головний конструктор — Гущин Микола Іванович.
Танк Т-80УМ-1 з КАЗ «Арена» було вперше публічно продемонстровано в Омську восени 1997 року. Базова вартість комплексу для Південної Кореї з урахуванням націнок і витрат становить 300 000 доларів США за станом на 2006 рік.

## Принцип дії
Складається з багатофункціональної радіолокаційної станції (РЛС) з «миттєвим» оглядом простору у всьому секторі який захищається і високою перешкодозахищеносттю, бортового обчислювача, пульта управління, двох блоків перетворення, розподільної коробки, комплекту кабелів, захисних боєприпасів в установчих шахтах. Для прицільного ураження ракет і гранат супротивника застосовуються захисні боєприпаси вузьконаправленної дії, що володіють дуже високою швидкодією і розміщені по периметру башти танка в спеціальних установчих шахтах (танк несе 26 таких боєприпасів).
Послідовність роботи комплексу наступна: після його включення з пульта управління командира танка всі подальші операції виконуються в автоматичному режимі. РЛС забезпечує пошук цілей, що підлітають до танка. Потім, станція переводиться в режим автосупровождення, виробляючи параметри руху цілі і передаючи їх в комп'ютер, який вибирає номер захисного боєприпасу і час його спрацьовування. Захисний боєприпас утворює пучок вражаючих елементів, що знищують ціль на підльоті до танка. Час від виявлення цілі до її ураження — не більше 0,07 сек. Через 0,2-0,4 сек після захисного пострілу комплекс знову готовий «розстріляти» чергову ціль. Кожен захисний боєприпас обстрілює свій сектор, причому сектора близько розташованих боєприпасів перекриваються, що забезпечує перехоплення декількох цілей, що наближаються з одного напрямку. Комплекс є всепогодним і «загальнодобовим», він здатний працювати при русі танка, при повороті башти. Важливою проблемою, яку вдалося успішно вирішити розробникам комплексу, стало забезпечення електромагнітної сумісності декількох танків, оснащених «Ареною» які діють у єдиній групі.
Комплекс практично не накладає обмежень на формування підрозділів танків за умовами електромагнітної сумісності. «Арена» не реагує на цілі, що знаходяться на відстані більше 50 м від танка, на цілі малого розміру (кулі, осколки, малокаліберні снаряди), що не представляють безпосередньої загрози для танка, на цілі які віддаляються  від танка (в тому числі і власні снаряди), на предмети з малою швидкістю (птиці, грудки землі тощо). Вжито заходів для забезпечення безпеки піхоти яка супроводжує танк: небезпечна зона комплексу (20-30 м) — відносно мала, при спрацьовуванні захисних снарядів не утвориться побічних забійних осколків. є зовнішня світлова сигналізація, що попереджає піхотинців, які перебувають за танком, про включення комплексу.
Оснащення танка Т-80 «Ареною» дозволяє підняти виживаність танка при проведенні наступальних операцій приблизно в два рази. При цьому вартість втрат танків, оснащених КАЗ, зменшується в 1,5-1,7 разів. Його застосування особливо ефективно в умовах локальних конфліктів коли протиборча сторона має на озброєнні лише легкі протитанкові засоби.

## Бойове застосування
18 березня 2025 року російські військові показали модернізований танк Т-72Б3 з комплексом активного захисту «Арена-М», що здатен перехоплювати протитанкові ракети. Вогневі випробування «Арена-М» на танках цієї моделі були пройдені у 2021 році про що свідчать кадри російського телебачення з полігону. На них модернізований Т-72Б3 успішно перехопив та знищив кумулятивний постріл протитанкового гранатомета РПГ-7.

## Тактико-технічні характеристики
- Діапазон швидкостей слабости цілей: 70-700 м/с
- Сектор захисту по азимуту: 270°
- Дальність виявлення цілей на підльоті: 50 м
- Час реакції комплексу: 0,07 с
- Кількість захисних боєприпасів: 22
- Розмір небезпечної зони для піхоти супроводу: 30 м
- Енергоспоживання: 1 кВт
- Напруга живлення: 27 Вн
- Маса комплексу: 1100-1300 кг
- Обсяг апаратури комплексу всередині башти: 30 дм³